# Paradijs (Willemstad)
Paradijs – dzielnica (wijk) miasta Willemstad oraz osada (buurt) w dystrykcie Willemstad, w kraju autonomicznym Curaçao, należącym do Holandii, w Ameryce Południowej. 20 października 2023 r. liczyła 2682 mieszkańców.  

## Osady
W skład dzielnicy wchodzi 13 osad (buurt):
| Lp. | Nazwa                   | Powierzchnia km² | Liczba mieszkańców |
| --- | ----------------------- | ---------------- | ------------------ |
| 1.  | De Savaan               | 0,33             | 515                |
| 2.  | Grinoli                 | 0,04             | 111                |
| 3.  | Hamber                  | 0,06             | 60                 |
| 4.  | Juan Baeza              | 0,36             | 507                |
| 5.  | Maduro                  | 0,11             | 253                |
| 6.  | Mina Scharbaai          | 0,04             | 41                 |
| 7.  | Monchi                  | 0,27             | 442                |
| 8.  | Paradijs                | 0,10             | 100                |
| 9.  | Pretu bij De Savaan     | 0,06             | 44                 |
| 10. | Soledad bij Thorenquest | 0,03             | 62                 |
| 11. | Thorenquest             | 0,07             | 67                 |
| 12. | Vergenoeging            | 0,13             | 262                |
| 13. | Vers                    | 0,12             | 276                |